# Kista torn
Kista torn est un immeuble résidentiel situé à côté dans le centre de  Kista à Stockholm en Suède.

## Description
La construction de Kista torn a été achevée début 2016 et se compose de deux tours. 
La plus haute a une hauteur de 120 mètres et compte 35 étages résidentiels et est donc le deuxième plus haut bâtiment résidentiel de Stockholm. 
Le client et entrepreneur en construction était JM .
La seconde tour, appelé K2, compte 16 étages résidentiels et mesure 60 mètres de haut et a été commandé par Borätt. 
Ensemble, les tours comprennent 362 logements. 
Le projet a été nommé pour le prix le plus prestigieux du secteur du bâtiment communautaire pour la construction de l'année 2017.
Le complexe a été conçu par Brunnberg & Forshed arkitektkontor AB et est situé à 200 mètres de la gare routière de Kista Centrum et de la station de métro Kista, à côté du centre commercial Kista Galleria.

## Galerie

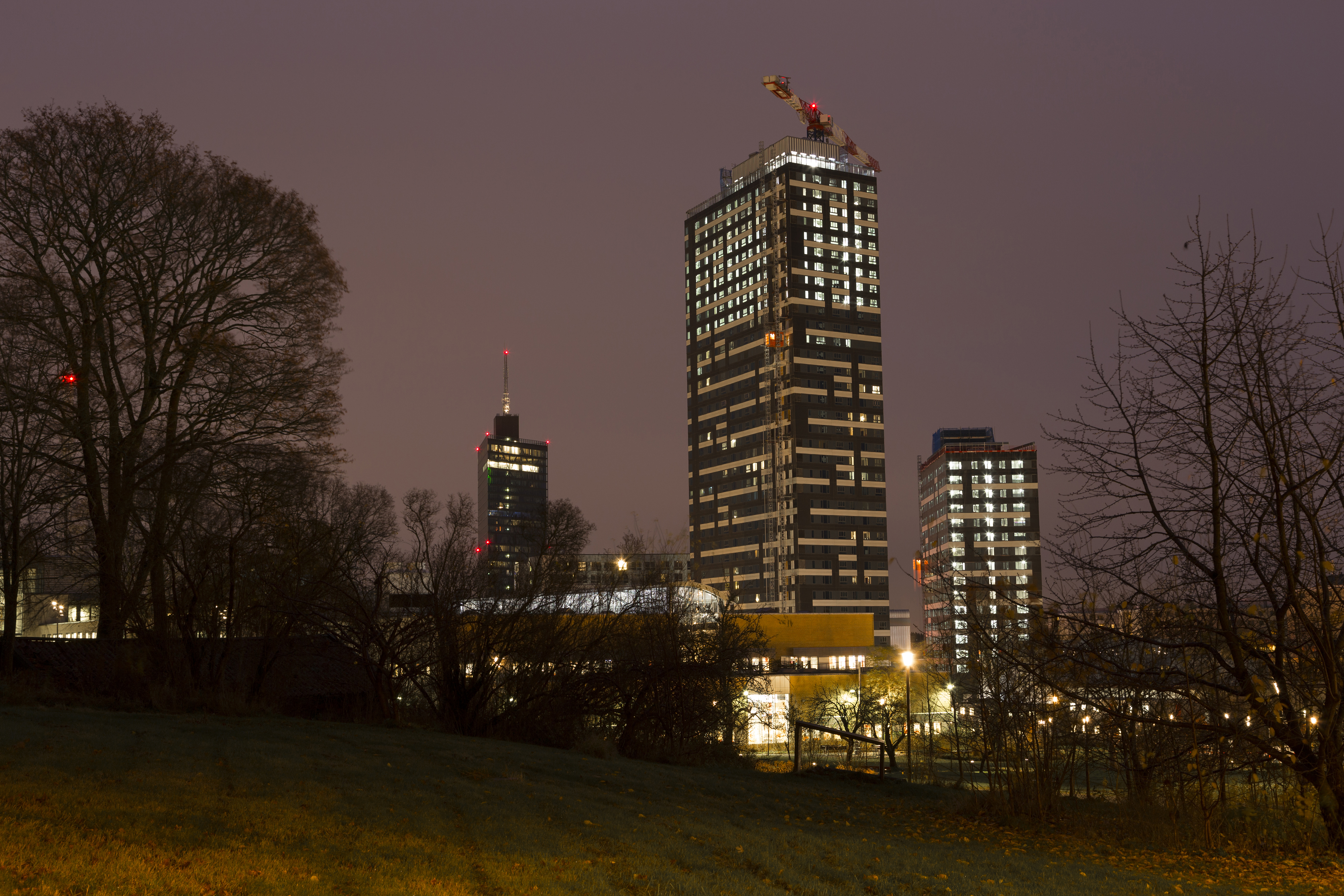
Kista Tower en novembre 2015.
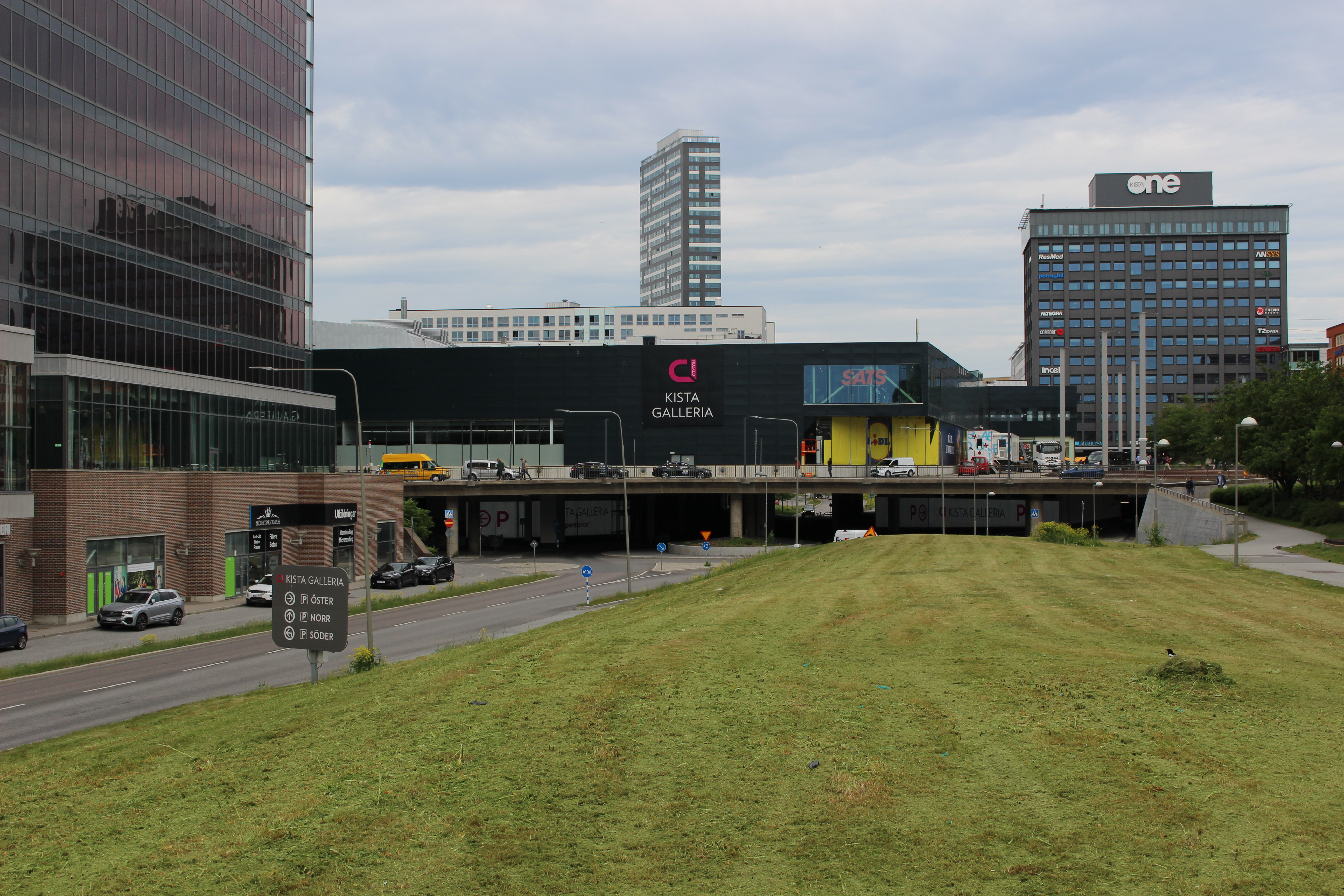
Kista galleria et Kista torn vues de Hanstavägen.
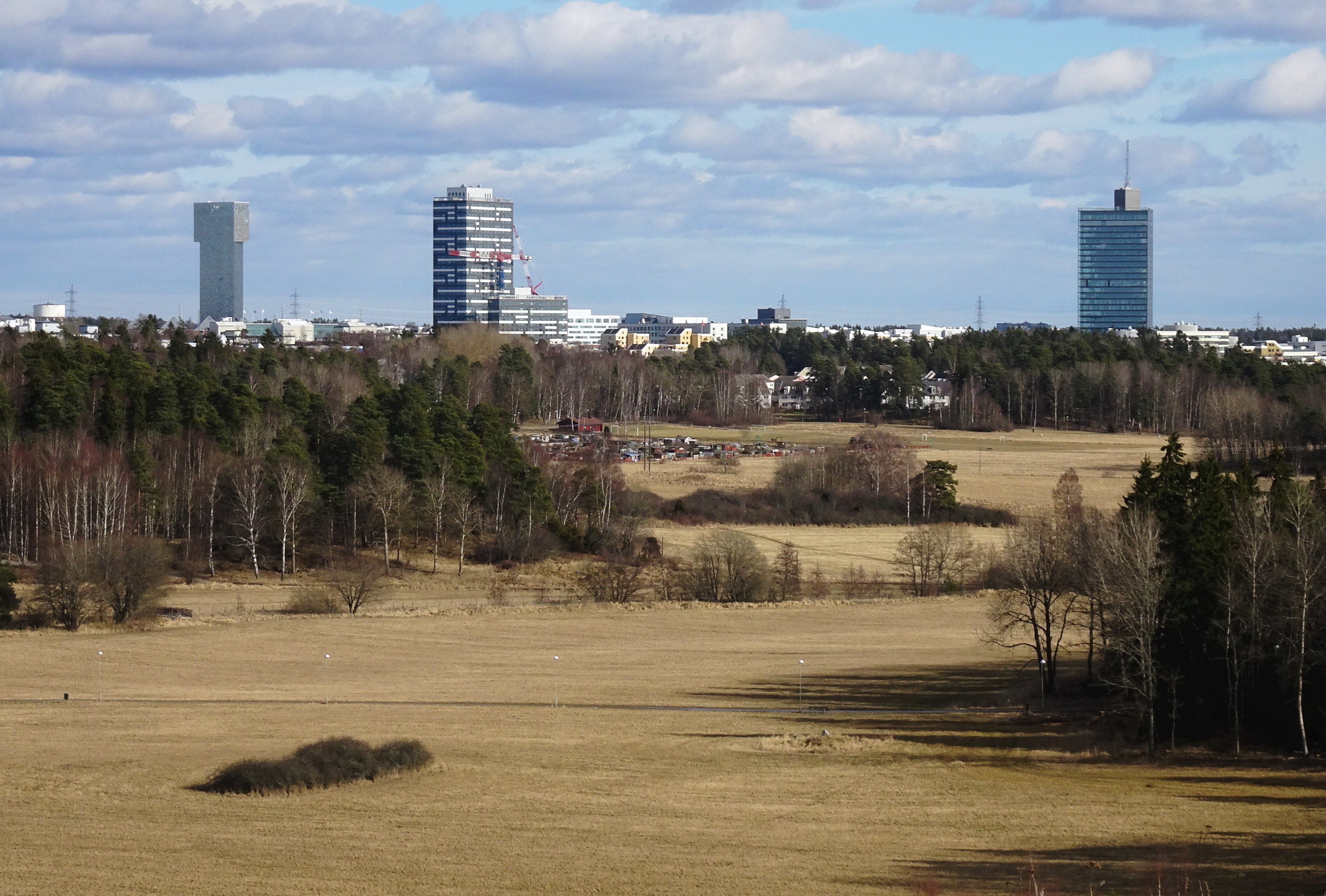
Vue depuis Granholmstoppen. Les hauts bâtiments de Kista : Tour Victoria, Kista Torn et Kista Science Tower.